# Администратор правительства
Администра́тор (англ. Administrator), Администра́тор прави́тельства (англ. Administrator of the government) или офице́р-администра́тор правительства (англ. Officer administering the government) — в конституционной практике Великобритании и некоторых других стран Содружества наций должностное лицо, назначенное исполнять обязанности губернатора колонии или генерал-губернатора доминиона. Должность администратора является временной и вводится в случае недееспособности (генерал-)губернатора, его длительного нахождения за пределами территории, а также в случае если (генерал-)губернатор подал в отставку, а его преемник ещё не назначен. Механизм назначения администраторов варьируется от страны к стране, но обычно эту должность занимает глава верховного суда.

### Австралия
В Австралии должность администратора предусмотрена как на федеральном уровне, так и на уровне штатов. Администратор Союза (англ. Administrator of the Commonwealth) назначается в случае если генерал-губернатор Австралии недееспособен либо находится за пределами страны дольше одного месяца. Эту должность занимает губернатор одного из штатов, имеющий наибольший среди своих коллег стаж пребывания в должности.
В штатах Австралии администратором, исполняющим обязанности губернатора, обычно становится либо главный судья Верховного суда штата, либо следующий по старшинству судья. Исключение составляет штат Квинсленд, где, согласно принятым в 2001 году поправкам в Конституцию, должность администратора упразднена, а наследником полномочий губернатора является вице-губернатор.

### Канада
Действующий порядок назначения администратора правительства Канады (англ. Administrator of the Government of Canada, фр. Administrateur du gouvernement du Canada) определяется статьёй VIII королевской патентной грамоты 1947 года. Согласно данному документу, обязанности администратора принимает на себя главный судья Канады, а в случае его недееспособности — старший по времени назначения из младших судей Верховного суда. До 1947 года в канадском законодательстве не был прописан механизм назначения администратора — он назначался монархом по своему усмотрению, однако по традиции эту должность занимали только главные судьи.
Главные судьи Канады четырежды исполняли обязанности администратора правительства. Дважды, в 1935 году (после отставки Вира Понсонби) и в 1940 году (после смерти Джона Бакена), должность администратора занимал Лаймен Пур Дафф. В 1967 году, после смерти Жоржа Ванье, администратором был Робер Ташро. С 23 января 2021 года, после отставки Жюли Пейетт, администратором является Ришар Вагнер.
В провинциях Канады также существует должность администратора, которую, в случае отставки или недееспособности лейтенант-губернатора провинции, занимает главный судья верховного суда провинции.

### Цейлон
В Доминионе Цейлон (с 1972 года — Шри-Ланка) должностным лицом, исполнявшим обязанности генерал-губернатора  был главный судья Цейлона. За всю историю доминиона два главных судьи были администраторами — Артур Виджевардена (1953) и Челлапах Нагалингам (1954).

### Новая Зеландия
Согласно патентным граммотам выданным в 1983 году и пересмотренным в 2006 году, в случае смерти, отставки или недееспособности генерал-губернатора Новой Зеландии обязанности администратора исполняет главный судья Новой Зеландии, а в случае его недееспособности — другие судьи Верховного суда в порядке старшинства.

### Родезия
Должность офицера-администратора правительства существовала в 1965—1970 годах в непризнанном государстве Родезия. Премьер-министр Родезии Ян Смит, провозгласивший независимость Родезии, но планировавший сохранить монархию, предложил королеве Елизавете II назначить губернатором Клиффорда Дюпона. Однако королева, по совету британского правительства, отказала Смиту.
17 ноября 1965 года Дюпон был назначен Смитом офицером-администратором правительства — исполняющим обязанности губернатора. При этот прежний губернатор Родезии Хамфри Гиббс отказался до 1969 года признать свою отставку и назначение Дюпона. Международное сообщество продолжило признавать Родезию британской колонией, а Гиббса — её законным губернатором.
В 1969 году в Родезии прошёл референдум, по итогам которого страна была провозглашена республикой. После референдума Гиббс, признавший его результаты, окончательно ушёл в отставку, а Дюпон был избран парламентом на пост президента Родезии.